# Abdelaziz Thâalbi
Abdelaziz Thâalbi (عبد العزيز الثعالبي Túnez, 5 de septiembre de 1876 – Túnez, 1 de octubre de 1944) fue un político e intelectual tunecino, famoso por haber sido uno de los primeros intelectuales tunecinos que lucharon para la independencia de Túnez. En 1919 participó como jefe de la delegación de su país en la conferencia de paz en París y en 1920 fundó el primer partido independentista tunecino, Destour. 

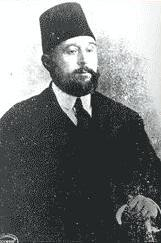

## Biografía

### Primeros años, educación y viajes
Abdelaziz Thaalbi nació en Túnez el 5 de septiembre del 1876. Su familia era muy conocida en la alta sociedad tunecina porque su padre era el famoso Abderrahman Thaalbi, uno de los dirigentes y patrones de la ciudad de Argel. Tuvo una buena educación, primero con un preceptor privado y luego fue a la escuela donde siguió estudiando hasta los niveles superiores. Tanto la escuela como el preceptor le impartieron una educación profundamente musulmana. Después de haber acabado los estudios, trabajó durante un periodo como periodista de opinión, escribiendo en dos periódicos tunecinos: “Al-Moubashshir” y “Al-Mountazar”. Dejó de escribir para ellos cuando las autoridades francesas decidieron cerrarlos por razones políticas. De hecho, Thaalbi ya era famoso por defender la causa tunecina y promover reformas en contra de la administración francesa utilizando también referencias islámicas.
La actividad política de Thaalbi estuvo siempre caracterizada por una voluntad de salir de Túnez y publicitar la causa tunecina en otros países. Por ejemplo, ya en 1898 decidió viajar a Libia, Turquía, Grecia, Bulgaria y Egipto. Muy importante fue su permanencia en Estambul, donde entendió que solamente una escuela militar parecida a la escuela turca podría formar una élite de jóvenes tunecinos listos para la revolución.

### Actividad política en Túnez
En 1902 regresó a Túnez, donde empezó su verdadera actividad política. A partir de entonces Thaalbi quiso enfocarse sobre las reformas sociales que su país necesitaba. Viajó por todo su país impartiendo clases y conferencias sobre la necesidad para Túnez de alcanzar su libertad política. Por estas razones los franceses (que, en aquella época, administraban Túnez) decidieron meterlo en la cárcel. En 1907 Thaalbi se acerca al movimiento de los Jóvenes Tunecinos, claramente inspirado en los Jóvenes Turcos, fundado por su querido amigo Bach Alamba. Durante su actividad en este movimiento dirigió el periódico “Le Tunisien” donde denunció la guerra que estaba llevando a cabo Italia en Libia. Esta defensa del pueblo libio contra el ejército italiano no gustó a los franceses que decidieron echarlo del país al fin de evitar repercusiones en la sociedad tunecina. En este periodo Thaalbi estuvo en Francia, Suiza y Alemania, y regresó a 1913 en Túnez. 
En 1919, participó en la conferencia de paz de París, donde lideraba la delegación que representaba el pueblo tunecino. Su periodo en París fue muy importante por su actividad política y cultural. Defendió la causa tunecina haciendo conferencias y charlas. Se puso en contacto con muchos líderes europeos, y en este periodo proyectó su obra política más importante: el partido Destour.

### Exilio y últimos años
En 1923 las autoridades francesas decidieron alejar a Thaalbi del país. Así empezó un largo exilio que llevó al político tunecino por todo el mundo. Estuvo en Italia, Grecia, Turquía, India y en la península arábiga. Terminó sus viajes en Bagdad donde le ofrecieron un trabajo como catedrático de filosofía en la universidad islámica “Al al-Bayt”. En 1931 fue elegido miembro del consejo permanente del Congreso Islámico Mundial, en particular él era responsable de la sección de propaganda y publicación. 
Cuando dejó Bagdad pasó a trabajar en El Cairo, donde volvió a tener cargos en el ambiente universitario. La Universidad de El Cairo lo envió a India para estudiar la cuestión de los intocables y la relación con el islam. 
Thaalbi regresó a su país en 1937 cuando encontró la situación política de Túnez profundamente mutada. El partido que él había fundado 17 años antes estaba profundamente dividido entre los “viejos” y los “nuevos”, cada facción proponía soluciones diferentes para alcanzar la independencia. Thaalbi intentó pacificar las dos partes, pero sin ningún resultado. Por esta motivación decidió alejarse de la política para seguir su vida como intelectual y teórico de la religión. 
Muere el primero de octubre de 1944, a causa de una grave enfermedad.

## Pensamiento y obras

### Papel del Islam en su pensamiento político
El papel del islam es muy importante en el pensamiento de Thaalbi. De hecho, desde el principio de su educación se acercó mucho a la esfera religiosa. Hubo un momento en el cual se acercó a la idea salafí del islam, aunque describirlo como un salafí sería reduccionista. Hubo un momento en el cual Thaalbi declaró que una conciliación entre la modernidad y el islam era realmente posible, predicaba la lectura estricta del Corán, con una interpretación mínima, dictada por la razón y atribuyendo un papel importante a la Sunna. En su visión, el Corán y la religión islámica tienen muchos ideales de justicia, libertad y modernidad. Con estas bases él actualizaba el mensaje coránico a las necesidades de Túnez de aquella época. Otras luchas que Thaalbi conducía en el islam eran la emancipación de las mujeres, más modernidad y una disminución del papel de la tradición dentro del islam (y de la casta tradicional que lideraba la sociedad). Thaalbi organizó y explicó este pensamiento sobre la religión en la obra L’esprit Liberal du Coran. Este libro lo publicó en 1905 en París y en francés, con el fin de obtener un mayor éxito entre la comunidad intelectual occidental. El papel religioso nunca fue olvidado por el intelectual tunecino, quien de hecho declaró que la religión islámica era una de las mayores fuentes de conocimiento de su obra y pensamiento.

### La Tunisie Martyre
La Tunisie Martyre, es la obra más famosa de Thaalbi, se publicó en 1920 a París. Con este ensayo el político tunecino quiso denunciar las atrocidades de la ocupación francesa de Túnez. Lo escribió en árabe pero se publicó en lengua francesa, gracias a la traducción de su amigo Ahmed Sakka, con el fin de tener más éxito posible en la sociedad occidental. En principio fue muy criticado y se intentó difundirlo de manera ilegal, explicando en manera casi científica (con estadísticas y textos de leyes) la tragedia que estaba viviendo el pueblo tunecino por culpa de los franceses. El éxito de esta obra, la primera de este género en Túnez, fue muy grande, sobre todo porque fue retomada como inspiración principal por el futuro presidente de Túnez Bourghiba, uno de los protagonistas en la lucha por la independencia del país.  Por haber publicado este texto la administración francesa decidió encarcelar a Thaalbi con la acusación de conspiración en contra del estado francés.

### Destour y relación con las elites europeas
En 1919 Thaalbi fue a París para representar al pueblo tunecino en la conferencia de paz al término de la Primera Guerra Mundial. En París el político tunecino se enfrentó con numerosas nuevas ideas de cambio político. En particular lo que más influenció su pensamiento fueron dos factores: las teorías del presidente americano Wilson, que predicaba el derecho de todos los pueblos a la autodeterminación, y el sentimiento de unidad árabe nacido y crecido durante la guerra, empujado también por la política anti otomana del Reino Unido. Además de esta base ideológica, en París Thaalbi pudo encontrar numerosos líderes y pensadores políticos franceses. Gracias también a estos ejemplos de estructuras sociales y políticas nació el partido Destour, que literalmente en árabe significa constitución (gracias a un préstamo lingüístico del persa). Este partido era la continuación de la herencia cultural y política del movimiento de los Jóvenes Tunecinos (en cuya Thaalbi trabajo durante años), y tiene nueve principales reivindicaciones: la creación de una asamblea mixta (tunecina y francesa) elegida por el pueblo, la responsabilidad del gobierno frente a la asamblea, la división de los poderes, la posibilidad para los tunecinos de acceder a posiciones de la administración pública, el estatus de igualdad con los europeos, la elección de los ayuntamientos, la instrucción pública obligatoria, la participación de los tunecinos en la compra de territorios de dominio público y la libertad de prensa y expresión. El partido Destour fue una importante creación, porque fue el principal representante de los tunecinos hasta su crisis y división, lo que dio origen al partido neo Destour.